# Cerati infinito
Cerati Infinito es un álbum recopilatorio de Gustavo Cerati editado en CD+DVD, lanzado al mercado el 2 de junio del 2015. El compilado incluye 19 canciones de las distintas etapas solistas de Cerati, desde Amor Amarillo a Fuerza Natural, pasando por Bocanada, Siempre es Hoy, el exitoso Ahí Vamos y varios de sus videos en DVD.
Es el primer disco recopilatorio editado póstumamente que reúne los mayores éxitos de su etapa como solista.
El compilatorio incluye un poema que Luis Alberto Spinetta le escribió en 2010 a Gustavo mientras él estaba en coma, tras el ACV que sufrió en Venezuela el 15 de mayo de 2010
, además incluye unas palabras de la madre de Gustavo, Lilian Clark.

## Poemas
De Luis Alberto Spinetta para Gustavo Cerati:

Dios Guardián Cristalino de guitarras / que ahora / más tristes / penden y esperan / de tus manos la palabra / Precipitándome a lo insondable / tus caricias me despiertan a la vez / en un mundo diferente al de recién... / Tu luz es muy fuerte / es iridiscente y altamente psicodélica / Te encuentro cuando el sol abre una hendija / que genera notas sobre la pared sombreada / Y suena tu música en la pantalla / sos el ángel inquieto que sobrevuela / la ciudad de la furia / Comprendemos todo / tu voz nos advierte la verdad / Tu voz más linda que nunca

De Lillian para Gustavo Cerati:

"Mamá sabe bien..." / escribiste un día / pero yo no intuía / tal celada del destino / Y aunque me digan / "los artistas nunca mueren, / porque su voz siempre te arrulla" / yo te extraño / y cómo te extraño / hijo mío...

## Lista de canciones

### CD
| N.º              | Título                                                  | Escritor(es)                | Duración |  |
| 1.               | «Fuerza natural» (del álbum Fuerza natural)             | Cerati - Benito Cerati      | 4:50     |  |
| 2.               | «Crimen» (del álbum Ahí vamos)                          | Cerati                      | 3:48     |  |
| 3.               | «Sudestada» (del álbum Siempre es hoy)                  | Cerati                      | 4:31     |  |
| 4.               | «Déjà vu» (del álbum Fuerza Natural)                    | Cerati                      | 3:24     |  |
| 5.               | «Bocanada» (del álbum Bocanada)                         | Cerati - Pablo Chaijale     | 4:07     |  |
| 6.               | «Te llevo para que me lleves» (del álbum Amor amarillo) | Cerati                      | 3:44     |  |
| 7.               | «Lisa» (del álbum Amor amarillo)                        | Cerati                      | 4:25     |  |
| 8.               | «Magia» (del álbum Fuerza natural)                      | Cerati - Adrián Paoletti    | 4:28     |  |
| 9.               | «Karaoke» (del álbum Siempre es hoy)                    | Cerati                      | 3:54     |  |
| 10.              | «Lago en el cielo» (del álbum Ahí vamos)                | Cerati                      | 5:09     |  |
| 11.              | «Paseo inmoral» (del álbum Bocanada)                    | Cerati - Francisco Bochatón | 5:31     |  |
| 12.              | «Cosas imposibles» (del álbum Siempre es hoy)           | Cerati                      | 5:08     |  |
| 13.              | «Rapto» (del álbum Fuerza natural)                      | Cerati - Benito Cerati      | 3:56     |  |
| 14.              | «Adiós» (del álbum Ahí vamos)                           | Cerati - Benito Cerati      | 3:51     |  |
| 15.              | «Nací para esto» (del álbum Siempre es hoy)             | Cerati                      | 3:09     |  |
| 16.              | «La excepción» (del álbum Ahí vamos)                    | Cerati                      | 4:09     |  |
| 17.              | «Me quedo aquí» (del álbum Ahí vamos)                   | Cerati                      | 3:34     |  |
| 18.              | «Cactus» (del álbum Fuerza natural)                     | Cerati                      | 3:54     |  |
| 19.              | «Puente» (del álbum Bocanada)                           | Cerati                      | 4:33     |  |
| 79:19 (01:19:17) |                                                         |                             |          |  |

### DVD
| N.º   | Video                       | Álbum                   | Grabación | Duración |
| ----- | --------------------------- | ----------------------- | --------- | -------- |
| 01    | Te llevo para que me lleves | Amor amarillo           | Estudio   | 3:42     |
| 02    | Pulsar                      | Amor amarillo           | Estudio   | 4:56     |
| 03    | Lisa                        | Amor amarillo           | Estudio   | 4:18     |
| 04    | Puente                      | Bocanada                | Estudio   | 4:02     |
| 05    | Paseo inmoral               | Bocanada                | Estudio   | 5:56     |
| 06    | Tabú                        | Bocanada                | Estudio   | 4:52     |
| 07    | Engaña                      | Bocanada                | Estudio   | 4:13     |
| 08    | Río Babel                   | Bocanada                | Estudio   | 3:46     |
| 09    | Verbo carne                 | 11 episodios sinfónicos | En vivo   | 4:13     |
| 10    | Cosas imposibles            | Siempre es hoy          | Estudio   | 4:;14    |
| 11    | Karaoke                     | Siempre es hoy          | Estudio   | 3:54     |
| 12    | Artefacto                   | Siempre es hoy          | En vivo   | 4:19     |
| 13    | Crimen                      | Ahí vamos               | Estudio   | 4:10     |
| 14    | La excepción                | Ahí vamos               | Estudio   | 4:13     |
| 15    | Adiós                       | Ahí vamos               | Estudio   | 3:55     |
| 16    | Lago en el cielo            | Ahí vamos               | Estudio   | 5:14     |
| 17    | Me quedo aquí               | Ahí vamos               | Estudio   | 3:38     |
| 18    | Déjà vu                     | Fuerza natural          | Estudio   | 2:30     |
| 19    | Rapto                       | Fuerza natural          | Estudio   | 4:53     |
| Total | Total                       | Total                   | Total     | 76:58    |

## Posicionamiento en listas
| Listas (2015)     | Mejor posición |
| ----------------- | -------------- |
| Argentina (CAPIF) | 1              |
| México (AMPROFON) | 12             |